# Melolontha flabellata
Melolontha flabellata är en skalbaggsart som beskrevs av Sharp 1876. Melolontha flabellata ingår i släktet Melolontha och familjen Melolonthidae. Inga underarter finns listade i Catalogue of Life.